# Embarassada alcista
Una Embarassada alcista (en anglès: Bullish Harami; del japonès: Harami, lit. embarassada) és un patró d'espelmes japoneses format per dues espelmes que apareix en una tendència baixista i que indica un possible esgotament de la tendència i l'entrada en una zona de congestió; rep aquesta denominació perquè tindria "la forma" d'una dona, l'espelma llarga negra, i la seva panxa per estar embarassada, la petita espelma blanca.

## Criteri de reconeixement
1. La tendència prèvia és baixista
2. Es forma una 1a espelma negra amb tancament proper al low
3. L'endemà s'obre alcista i es forma la petita espelma blanca, el cos de la qual està completament embolcallada pel cos de l'espelma negra prèvia.
4. Les ombres superior i inferior de l'espelma blanca no tenen perquè està dins del cos de la negra, malgrat que és preferible que sigui així.

## Explicació
El patró de l'embarassada alcista és una evidència de disparitat en la salut de la tendència. Si fins aleshores havia estat baixista, i l'espelma negra confirmava la direcció, l'aparició de la petita espelma blanca mostra que la fortalesa dels bears s'ha reduït. D'entrada s'ha obert a la l'alça, i després ha estat impossible pels bears recuperar la tendència baixista.

## Factors importants
El factor important és que el segon dia s'obri alcista i efectivament el cos de l'espelma blanca estigui totalment embolcallada -dins del rang de l'espelma negra-. La seva significació principal és la de l'esgotament de la tendència baixista, especialment en situacions de sobrevenut, i molt probablement l'entrada en una zona de congestió, per bé que en comptades ocasions pot anticipar un canvi de la tendència; en aquest sentit la confiança d'aquest patró és baixa i és imprescindible acompanyar el senyal amb altres confirmacions dels indicadors tècnics, d'espelmes -una llarga espelma blanca l'endemà amb tancament superior l'endemà-, o de gràfics, com ara un trencament de línia de tendència, un gap alcista.